# Назаре-Паулиста
Назаре-Паулиста (порт. Nazaré Paulista) — муниципалитет в Бразилии, входит в штат Сан-Паулу. Составная часть мезорегиона Макрорегион агломерации Сан-Паулу. Входит в экономико-статистический микрорегион Браганса-Паулиста. Население составляет 16 434 человека на 2006 год. Занимает площадь 326,542 км². Плотность населения — 50,3 чел./км².

## История
Город основан в 1676 году.

## Статистика
- Валовой внутренний продукт на 2003 составляет 79.661.587,00 реалов (данные: Бразильский институт географии и статистики).
- Валовой внутренний продукт на душу населения на 2003 составляет 5.137,47 реалов (данные: Бразильский институт географии и статистики).
- Индекс развития человеческого потенциала на 2000 составляет 0,746 (данные: Программа развития ООН).

## География
Климат местности: горный тропический. В соответствии с классификацией Кёппена, климат относится к категории Cwb.